# Strategy First
Strategy First — канадська компанія з міста Монреаль, видавець відеоігор. Заснована 1988 року. Постійно співпрацювала з Valve Corporation.
У 2004-2005 роках компанія пережила кризу, декілька розробників пред'являли їй претензії за невиконання умов контракту. Strategy First була оголошена банкрутом 2005 року, і придбана компанією Silverstar Holdings за 1,5 мільйона доларів.

## Історія
Strategy First була заснована Доном Макфатріджем, Стівом Уоллом і Дейвом Хіллом, трьома дизайнерами настільних ігор. Під час однієї обідньої перерви в 1988 році вони вирішили почати свою кар'єру заново, створивши Strategy First як компанію з розробки відеоігор. Невдовзі після цього як партнер приєднався Річард Террієн. Ці четверо хотіли зосередитися на стратегічних відеоіграх і відповідно назвали компанію.
До травня 2004 року Strategy First набрала понад 5 мільйонів доларів США боргу та скоротилася з понад 100 співробітників у трьох офісах до шістнадцяти співробітників у своєму основному офісі в Монреалі. Заборгованість включала майже 4 мільйони доларів перед інвесторами, а також 1,7 мільйона доларів перед забудовниками. В результаті Strategy First 4 серпня 2004 року подала заяву про банкрутство. Через цю неплатоспроможність кілька розробників, у тому числі Stardock і Paradox Interactive, не отримували роялті за свої ігри, опубліковані Strategy First. Згодом польський розробник Techland розірвав усі зв’язки зі Strategy First, заборонивши Strategy First розповсюджувати будь-який продукт Techland, набувши чинності 18 вересня.

## Видані відеоігри
- 1914 Shells of Fury
- Bad Rats: The Rats' Revenge
- Brigade E5: New Jagged Union
- Clusterball
- Culpa Innata
- Dangerous Waters
- Darkstar: The Interactive Movie
- Disciples: Sacred Lands
- Disciples II: Dark Prophecy
- Enemy Engaged 2
- Europa Universalis
- Galactic Civilizations
- Gods: Lands of Infinity
- Hearts of Iron
- Jagged Alliance
- Jagged Alliance 2
- Legion Arena
- Making History: The Calm & The Storm
- O.R.B: Off-World Resource Base
- Perimeter 2: New Earth
- Robin Hood: The Legend of Sherwood
- Space Empires IV
- Space Empires V
- Sudden Strike
- Supreme Ruler 2010
- Timelines: Assault on America
- World Basketball Manager
- World War II Online
- Око дракона